# Analýza rekurzivním sestupem
Analýza rekurzivním sestupem (anglicky recursive descent parser) je metoda syntaktické analýzy shora dolů, implementovaná sadou vzájemně rekurzivních procedur (nebo jejich nerekurzivních ekvivalentů), kde každá taková procedura obvykle implementuje jedno z pravidel gramatiky. Výsledná struktura programu zrcadlí strukturu gramatiky, kterou má rozpoznávat.
Prediktivní syntaktický analyzátor je analyzátor s rekurzivním sestupem, který nepoužívá backtracking. Prediktivní syntaktická analýza je možná pouze pro třídu LL(k) gramatik, což jsou bezkontextové gramatiky, pro které existuje nějaké kladné celé číslo k, které umožňuje, aby analyzátor s rekurzivním sestupem rozhodoval, jaké přepisovací pravidlo se má použít, na základě prohlédnutí dalších k symbolů na vstupu. LL(k) gramatiky proto neobsahují žádné nejednoznačné gramatiky, ani gramatiky, které obsahují levou rekurzi. Jakákoli bezkontextová gramatika může být převedena na ekvivalentní gramatiku bez levé rekurze, ale odstranění levé rekurze nedává vždy LL(k) gramatiku. Prediktivní syntaktický analyzátor pracuje v lineárním čase.
Rekurzivní sestup s backtracking je technika, která určuje, jaké přepisovací pravidlo se použije, zkoušením každého přepisovacího pravidla. Rekurzivní sestup s backtrackingem není omezený na LL(k) gramatiky, ale není zaručené, že skončí, pokud gramatika není LL(k). I když analýza skončí, analyzátor, který používá rekurzivní sestup s backtrackingem, může vyžadovat exponenciální čas.
Ačkoli prediktivní syntaktické analyzátory jsou často používány a jsou velmi oblíbené při ruční konstrukci analyzátorů, programátoři často dávají přednost používání analyzátorů vytvořených generátorem syntaktických analyzátorů buď pro LL(k) jazyk nebo pomocí alternativního parseru, jako například LALR anebo LR založeného na tabulkové syntaktické analýze. To je obzvláště případ, jestliže gramatika není ve tvaru LL(k), protože transformační gramatika na LL upraví gramatiku na vhodnou pro prediktivní syntaktickou analýzu. Prediktivní syntaktické analyzátory mohou být také automaticky generované pomocí nástroje jako je ANTLR.
Prediktivní syntaktické analyzátory lze znázornit pomocí přechodových diagramů pro každý neterminální symbol, kde hrany mezi počátečním a koncovým stavem jsou označeny symboly (terminály a neterminály) z pravé strany přepisovacího pravidla.

## Příklad syntaktického analyzátorů
Následující gramatika podobná EBNF (pro programovací jazyk PL/0, který navrhl Niklaus Wirth v knize Algoritmy + datové struktury = programy) je ve tvaru LL(1):
```
 
program 
=
 
block 
"."
 
.

 
 
block 
=

     
[
"const"
 
ident 
"="
 
number 
{
","
 
ident 
"="
 
number
}
 
";"
]

     
[
"var"
 
ident 
{
","
 
ident
}
 
";"
]

     
{
"procedure"
 
ident 
";"
 
block 
";"
}
 
statement 
.

 
 
statement 
=

     
ident 
":="
 
expression

     
|
 
"call"
 
ident

     
|
 
"begin"
 
statement 
{
";"
 
statement 
}
 
"end"

     
|
 
"if"
 
condition 
"then"
 
statement

     
|
 
"while"
 
condition 
"do"
 
statement 
.

 
 
condition 
=

     
"odd"
 
expression

     
|
 
expression 
(
"="
|
"#"
|
"<"
|
"<="
|
">"
|
">="
)
 
expression 
.

 
 
expression 
=
 
[
"+"
|
"-"
]
 
term 
{(
"+"
|
"-"
)
 
term
}
 
.

 
 
term 
=
 
factor 
{(
"*"
|
"/"
)
 
factor
}
 
.

 
 
factor 
=

     
ident

     
|
 
number

     
|
 
"("
 
expression 
")"
 
.

```

Terminály jsou zapsány v uvozovkách. Každý neterminál je definován pravidlem v gramatice, kromě symbolu ident a number, o nichž se předpokládá, že jsou implicitně definovány.

### Implementace v jazyce C
Následuje implementace analyzátoru s rekurzivním sestupem v jazyce C pro jazyk PL/0 popsaný výše. Analyzátor čte v zdrojový text a skončí s chybovou zprávou, jestliže se nepodaří analyzovat kód, a tiše skončí, jestliže se kód analyzuje úspěšně.
Všimněte si, jak je prediktivní syntaktický analyzátor uvedený níže blízce strukturován podle gramatiky popsané výše. Pro každý neterminál v gramatice existuje procedura. Analýza klesá shora dolů, dokud není zpracován poslední neterminál. Fragment program závisí na globální proměnné, sym, který obsahuje další symbol ze vstupu a funkce getsym, která při svém vyvolání aktualizuje sym.
Implementace funkcí getsym a error jsou pro jednoduchost vynechány.
```
typedef
 
enum
 
{
ident
,
 
number
,
 
lparen
,
 
rparen
,
 
times
,
 
slash
,
 
plus
,

    
minus
,
 
eql
,
 
neq
,
 
lss
,
 
leq
,
 
gtr
,
 
geq
,
 
callsym
,
 
beginsym
,
 
semicolon
,

    
endsym
,
 
ifsym
,
 
whilesym
,
 
becomes
,
 
thensym
,
 
dosym
,
 
constsym
,
 
comma
,

    
varsym
,
 
procsym
,
 
period
,
 
oddsym
}
 
Symbol
;

Symbol
 
sym
;

void
 
getsym
(
void
);

void
 
error
(
const
 
char
 
msg
[]);

void
 
expression
(
void
);

int
 
accept
(
Symbol
 
s
)
 
{

    
if
 
(
sym
 
==
 
s
)
 
{

        
getsym
();

        
return
 
1
;

    
}

    
return
 
0
;

}

int
 
expect
(
Symbol
 
s
)
 
{

    
if
 
(
accept
(
s
))

        
return
 
1
;

    
error
(
"expect: unexpected symbol"
);

    
return
 
0
;

}

void
 
factor
(
void
)
 
{

    
if
 
(
accept
(
ident
))
 
{

        
;

    
}
 
else
 
if
 
(
accept
(
number
))
 
{

        
;

    
}
 
else
 
if
 
(
accept
(
lparen
))
 
{

        
expression
();

        
expect
(
rparen
);

    
}
 
else
 
{

        
error
(
"factor: syntax error"
);

        
getsym
();

    
}

}

void
 
term
(
void
)
 
{

    
factor
();

    
while
 
(
sym
 
==
 
times
 
||
 
sym
 
==
 
slash
)
 
{

        
getsym
();

        
factor
();

    
}

}

void
 
expression
(
void
)
 
{

    
if
 
(
sym
 
==
 
plus
 
||
 
sym
 
==
 
minus
)

        
getsym
();

    
term
();

    
while
 
(
sym
 
==
 
plus
 
||
 
sym
 
==
 
minus
)
 
{

        
getsym
();

        
term
();

    
}

}

void
 
condition
(
void
)
 
{

    
if
 
(
accept
(
oddsym
))
 
{

        
expression
();

    
}
 
else
 
{

        
expression
();

        
if
 
(
sym
 
==
 
eql
 
||
 
sym
 
==
 
neq
 
||
 
sym
 
==
 
lss
 
||
 
sym
 
==
 
leq
 
||
 
sym
 
==
 
gtr
 
||
 
sym
 
==
 
geq
)
 
{

            
getsym
();

            
expression
();

        
}
 
else
 
{

            
error
(
"condition: invalid operator"
);

            
getsym
();

        
}

    
}

}

void
 
statement
(
void
)
 
{

    
if
 
(
accept
(
ident
))
 
{

        
expect
(
becomes
);

        
expression
();

    
}
 
else
 
if
 
(
accept
(
callsym
))
 
{

        
expect
(
ident
);

    
}
 
else
 
if
 
(
accept
(
beginsym
))
 
{

        
do
 
{

            
statement
();

        
}
 
while
 
(
accept
(
semicolon
));

        
expect
(
endsym
);

    
}
 
else
 
if
 
(
accept
(
ifsym
))
 
{

        
condition
();

        
expect
(
thensym
);

        
statement
();

    
}
 
else
 
if
 
(
accept
(
whilesym
))
 
{

        
condition
();

        
expect
(
dosym
);

        
statement
();

    
}
 
else
 
{

        
error
(
"statement: syntax error"
);

        
getsym
();

    
}

}

void
 
block
(
void
)
 
{

    
if
 
(
accept
(
constsym
))
 
{

        
do
 
{

            
expect
(
ident
);

            
expect
(
eql
);

            
expect
(
number
);

        
}
 
while
 
(
accept
(
comma
));

        
expect
(
semicolon
);

    
}

    
if
 
(
accept
(
varsym
))
 
{

        
do
 
{

            
expect
(
ident
);

        
}
 
while
 
(
accept
(
comma
));

        
expect
(
semicolon
);

    
}

    
while
 
(
accept
(
procsym
))
 
{

        
expect
(
ident
);

        
expect
(
semicolon
);

        
block
();

        
expect
(
semicolon
);

    
}

    
statement
();

}

void
 
program
(
void
)
 
{

    
getsym
();

    
block
();

    
expect
(
period
);

}

```